# 기요스 회의 (소설)
기요스 회의(清須会議)는 미타니 코키의 2012년작 출판 소설이다. 2013년 11월 9일에는 영화화하였다. 1582년의 기요스 회의를 소재로 했다.

## 줄거리
1582년 혼노지의 변과 야마자키 전투 이후, 오다 가문의 고위 가신들이 기요스 성에 모인다. 그들의 목적은 오다 노부나가의 후계자를 결정하는 것이다. 영화는 이 역사적 사건인 기요스 회의를 배경으로 하며, 실제 회의를 코믹하게 각색하여 오다 가문의 후계자를 둘러싼 인물들의 갈등과 암투를 유쾌하게 그려낸다. 고위 가신들은 각자의 이해관계와 야망을 숨긴 채 후계자 자리를 차지하기 위해 치열한 두뇌 싸움을 벌인다. 회의 과정에서 벌어지는 다양한 에피소드들을 통해 인물들의 성격과 숨겨진 욕망들이 드러나며, 단순한 정치적 결정 과정을 넘어 인간의 본성에 대한 통찰을 보여준다.

## 영화
《기요스 회의》는 일본에서 제작된 미타니 코키 감독의 2013년 드라마 영화이다. 야쿠쇼 코지 등이 주연으로 출연하였다.

## 출연

### 주연
- 야쿠쇼 코지: 시바타 카츠이에
- 오오이즈미 요: 하시바 히데요시
- 코히나타 후미요: 니와 나가히데
- 사토 코이치: 이케다 츠네오키

### 조연
- 사사이 에이스케: 오다 노부나가
- 츠마부키 사토시: 오다 노부카츠
- 스즈키 쿄카: 오이치사마
- 아사노 타다노부: 마에다 토시이에
- 테라지마 스스무
- 아난 켄지
- 아사노 카즈유키
- 이세야 유스케
- 반도 미노스케
- 고리키 아야메
- 마츠야마 켄이치
- 덴덴
- 소메타니 쇼타
- 나카타니 미키
- 아마미 유키
- 니시다 토시유키
- 나카무라 칸타로우

## 기타
- 원작자: 미타니 코키
- 조명: 오노 아키라
- 녹음: 세가와 테츠오
- 미술: 타네다 요헤이
- 미술: 쿠로타키 키미에